# حاتمي (تمر)
حاتمي نوع من أنواع التمور في محافظة الأحساء بالمملكة العربية السعودية، ويتوزع نخيله في مزارع واحة الأحساء وهو من النوع المخصص لإنتاج التمور فقط، يستخرج منها دبس التمر ويسمى “دبس حاتمي” ويستخدم في الحلويات والأطباق الشعبية في المنطقة.

## نسبة السكريات
| المرحلة                | بسر    |
| النوع                  | النسبة |
| ---------------------- | ------ |
| فركتوز                 | %8.10  |
| جلوكوز                 | %9.33  |
| سكروز                  | -      |
| مجموع السكريات 17.425% |        |

| المرحلة                | تمر    |
| النوع                  | النسبة |
| ---------------------- | ------ |
| فركتوز                 | %35.41 |
| جلوكوز                 | %41.09 |
| سكروز                  | -      |
| مجموع السكريات 76.585% |        |